# The Beaver Boys
The Beaver Boys (también conocido como Alex Reynolds & John Silver) es un tag team de lucha libre profesional, quienes actualmente trabajan para All Elite Wrestling que está formada por Alex Reynolds y John Silver. Ellos compitieron en Combat Zone Wrestling (CZW), Evolve Wrestling, Pro Wrestling Guerrilla (PWG) y en el circuito independiente desde su debut en 2011.
Ha sido dos veces campeones en parejas al ser una vez Campeones Mundiales en Parejas de CWZ y una vez Campeones Mundiales en Parejas de PWG.

## Historia

### Circuito independiente (2011-presente)
Reynolds y Silver hicieron su debut como equipo en agosto de 2011 para New York Wrestling Connection derrotando a Stockade y Apollyon. En enero de 2012, Reynolds y Silver hicieron su debut en Evolve Wrestling en EVOLVE 10, donde fueron derrotados por Scott Reed y Caleb Konley.

### WWE (2019)
Los Beaver Boys anunciaron que Alex Keaton y Johnny Silver perdieron ante Heavy Machinery (Otis y Tucker) el 10 de septiembre de 2019 en SmackDown en el Madison Square Garden.

### All Elite Wrestling (2019-presente)
Reynolds y Silver hicieron su debut en All Elite Wrestling en el tercer episodio de Dynamite como una mejora de talento perdiendo ante Santana & Ortiz. Durante los siguientes meses, se emitieron viñetas de Silver y Reynolds recibiendo mensajes de reclutamiento de The Dark Order (Evil Uno & Stu Grayson), lo que finalmente resultó en que Reynolds y Silver se unieran a Dark Order como secuaces. En diciembre de 2019, se reveló que Reynolds y Silver habían firmado con All Elite Wrestling.

## Campeonatos y logros
- Beyond Wrestling
  - Tournament For Tomorrow (2018)[12]

- Combat Zone Wrestling
  - CZW World Tag Team Championship (1 vez)

- Five Borough Wrestling
  - FBW Tag Team Tournament (2014)[13]

- New York Wrestling Connection
  - NYWC Tag Team Championship (1 vez)

- Pro Wrestling Guerrilla
  - PWG World Tag Team Championship (1 vez)